# Космос 690
Бион 2 е спътник от серията Бион изстрелвани от СССР на 22 октомври 1974 в 18:00 UTC. Носил е албиносови плъхове за биомедицински изследвания. Руски, чехословашки и румънски учени поставяли плъховете под дневни радиационни дози от гама източник по наземна команда. Когато се върнали 20,5 дни по-късно много от плъховете били развили белодробни проблеми, а кръвта и костният им мозък се били променили повече, отколкото на тези в контролните видове. Имал маса 5500 кг. Базира се на шпионските сателити Зенит с ударение на изучаването на проблемите на радиационните ефекти върху човешки същества.